# Oliarus bifida
Oliarus bifida är en insektsart som beskrevs av Tsaur 1988. Oliarus bifida ingår i släktet Oliarus och familjen kilstritar. Inga underarter finns listade i Catalogue of Life.